# الحملة الصقلية
الحملة الصقلية كانت رحلة استكشافية أثينية إلى صقلية من 415 قبل الميلاد إلى 413 قبل الميلاد وخلال الحرب البيلوبونيسية. أعاق البعثة منذ البداية عدم اليقين حول هدفها وبنية قيادتها السياسية في أثينا التي حولتها من قوة خفيفة من عشرين سفينة إلى أسطول ضخم.